# Textový režim

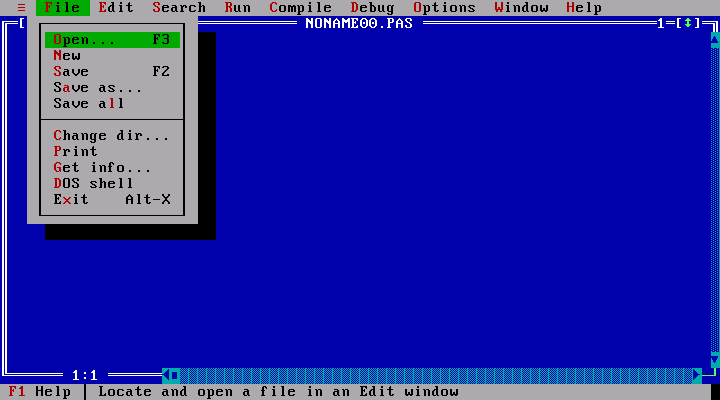
Turbo Pascal pro DOS je příkladem programu používající možnosti textového uživatelského rozhraní (TUI).

Textový režim je způsob fungování zobrazovací jednotky počítače nebo terminálu, při němž je obrazovka pevně rozdělena na řádky a pozice tvaru obdélníku, z nichž v každém může být zobrazen jeden znak vybraný z určité sady o velikosti nejčastěji 256 znaků. K výhodám textového režimu patří malý rozsah paměti potřebné pro uchovávání obsahu obrazovky, snadné ovládání a malé nároky na výkon počítače. Proto bylo používání textového režimu velmi rozšířené od nástupu prvních obrazovkových displejů v šedesátých letech 20. století až do převládnutí operačních systémů používajících grafické uživatelské rozhraní v devadesátých letech 20. století.
Aplikace používající textový režim komunikují s uživatelem pomocí příkazového řádku nebo pomocí textového uživatelského rozhraní (TUI). Mnoho znakových sad používaných v aplikacích v textovém režimu obsahuje také omezenou sadu předdefinovaných semigrafických znaků použitelných pro vykreslování textových rámečků a jiných jednoduchých grafických prvků, který lze používat pro zvýraznění obsahu, pro simulaci ovládacích prvků (widgetů), které tvoří obvyklé prostředí v programech používajících GUI. Typickým příkladem je znaková sada CP437 na počítačích IBM-PC.